# Пастушок узбережний
Пастушок узбережний (Rallus crepitans) — вид журавлеподібних птахів родини пастушкових (Rallidae). Поширений в Північній Америці.

## Поширення
Вид поширений вздовж східного та південного узбережжя США, східного узбережжя Мексики та на деяких Карибських островах. Мешкає серед мангрів, на солончаках та інших типах прибрежної рослинності.

## Підвиди
Відомо вісім підвидів:
- R. c. crepitans Gmelin, JF, 1789 – від узбережжя Коннектикуту до північного сходу Північної Кароліни (США);
- R. c. waynei Brewster, 1899 – південний схід США;
- R. c. saturatus Ridgway, 1880 – узбережжя Мексиканської затоки від південного заходу Алабами до північного сходу Мексики;
- R. c. scottii Sennett, 1888 – прибережна Флорида (США);
- R. c. insularum Brooks, WS, 1920 – Флорида-Кіс (США);
- R. c. coryi Maynard, 1887 – Багамські острови;
- R. c. caribaeus Ridgway, 1880 – від Куби до Пуерто-Рико, Малих Антильських островів до Антигуа та Гваделупи;
- R. c. pallidus Nelson, 1905 – північ півострова Юкатан, острови біля Кінтана-Роо (південний схід Мексики), лагуна Ікакос (Беліз).

## Опис
Птах сірувато-коричневого кольору з блідо-каштановою грудкою. Самці і самиці мають схоже оперення. Дзьоб, який злегка загнутий донизу, помаранчево-жовтий біля основи у самців і тьмяніший у самиць. Дорослий птах має загальну довжину 32–41 см і важить 199–400 г.

## Поведінка
Живиться ракоподібними, водяними комахами та дрібною рибою. Шукає поживу під час ходьби, іноді пробуючи дзьобом мілководдя або мул.